# André Marques
Pour les articles homonymes, voir Farías et Marques (homonymie).
André Filipe Farias Marques est un footballeur portugais né le 1er août 1987 à Viseu. Il évolue au poste d'arrière gauche.

## Biographie
André Marques participe à la Coupe du monde des moins de 20 ans 2007 avec le Portugal.
Il joue trois matchs en Ligue des Champions avec le Sporting Clube de Portugal et un match de Ligue Europa.

## Carrière
| Période   | Club                   | Pays     |
| 2005-2006 | Sporting CP            | Portugal |
| 2006-2007 | CD Olivais e Moscavide | Portugal |
| 2007-2008 | UD Leiria              | Portugal |
| 2008-2009 | Vitória Setubal        | Portugal |
| 2009      | Sporting CP            | Portugal |
| 2010      | Iraklis Thessalonique  | Grèce    |
| 2010-2012 | Beira-Mar              | Portugal |
| 2012-2014 | FC Sion                | Suisse   |
| 2014-     | Moreirense FC          | Portugal |

### Palmarès
Il gagne  la Coupe de la ligue portugaise en 2016-2017 avec le Moreirense FC.